# Evolution Studios
Evolution Studios Ltd är ett brittiskt datorspelsföretag, grundat år 1999 av Martin Kenwright och Ian Hetherington med sex anställda. Företagets huvudkontor ligger i Runcorn, Cheshire. Man har också en satellitstudio i Warwickshire, Bigbig Studios. Firman har gjort flera racingspel, bland andra WRC-serien och Motorstorm-serien.

## Speltitlar
| Speltitel                     | Datum | Format                          |
| ----------------------------- | ----- | ------------------------------- |
| WRC: World Rally Championship | 2001  | PlayStation 2                   |
| WRC II Extreme                | 2002  | PlayStation 2                   |
| WRC 3                         | 2003  | PlayStation 2                   |
| WRC 4                         | 2004  | PlayStation 2                   |
| WRC: Rally Evolved            | 2005  | PlayStation 2                   |
| MotorStorm                    | 2006  | PlayStation 3                   |
| Motorstorm: Pacific Rift      | 2008  | PlayStation 3                   |
| Motorstorm: Apocalypse        | 2011  | PlayStation 3                   |
| Motorstorm: RC                | 2012  | PlayStation 3, PlayStation Vita |
| Driveclub                     | 2014  | Playstation 4                   |